# Tercer Grado Deportivo
Tercer Grado Deportivo es un programa mexicano de debate y análisis deportivo, producido por el área de noticias de N+, que se transmite los días lunes a las 23:06 horas en el canal Las Estrellas. El programa es conducido por la periodista Denise Maerker y cuenta con la participación de diversos comentaristas y analistas deportivos pertenecientes a diversas cadenas de televisión.

## Historia
Luego de la eliminación en fase de grupos de la Selección Mexicana de Fútbol en la Copa Mundial de Fútbol de 2022 que derivó en el despido de Gerardo Martino como entrenador de la selección nacional así como una reestructura en el Comité de Selecciones Nacionales y la Federación Mexicana de Fútbol; Televisa dio inicio a una línea más abierta en cuanto a críticas hacia la selección mexicana y el Club América (el cual es propiedad de la empresa) iniciando con una editorial en contra de la multipropiedad en la Liga MX y a la televisión y la política como medios de control del fútbol.
El programa toma de base el programa "Los maestros en la jugada", creado durante la cobertura mundialista, donde participaron Javier Aguirre, Marcelo Balboa, Ricardo La Volpe, Nicolás Larcamon, Mauro Camoranesi, Ricardo Peláes y Jaime Lozano, contando con una gran popularidad entre la audiencia.
Mediante redes sociales, N+ Media anunció que el programa iniciaría el lunes 10 de abril de 2023 y que sería conducido por la periodista Denise Maerker así como que contaría con las participaciones de periodistas de diferentes cadenas de televisión como David Faitelson (ESPN, hoy TUDN), María José González (TNT Sports), Javier Alarcón (Imagen Televisión, hoy ESPN), André Marín (Fox Sports), Alejandro de la Rosa (TUDN) y Alberto Lati (Claro Sports).

## Colaboradores

### Presentadores
- Denise Maerker

### Analistas activos
- David Faitelson
- Marion Reimers
- María José González
- Alejandro de la Rosa
- Alberto Lati
- Francisco Javier González

### Analistas retirados del programa
- Javier Alarcón
- André Marín (+)
- Roberto Gomez Junco